# Spongano
Spongano là một đô thị và thị xã của Ý. Đô thị này thuộc tỉnh Lecce trong vùng Apulia. Spongano có diện tích 12 km2, dân số theo ước tính năm 2005 của Viện thống kê quốc gia Ý là 3816 người. 
Các đơn vị dân cư:
Đô thị Spongano giáp với các đô thị: